# ロベンザリット
ロベンザリット（Lobenzarit）は、関節リウマチの治療に用いられる疾患修飾性抗リウマチ薬である。

## 効能・効果
関節リウマチ

## 禁忌
- 重篤な腎障害のある患者
- 妊婦、妊娠している可能性のある婦人

## 副作用
重大な副作用として、急性腎不全（0.1％未満）、間質性腎炎、腎性尿崩症（0.1％未満）等の重篤な腎障害が知られている。
主な副作用は、腹痛（3.34％）、食欲不振（2.22％）、嘔気（1.62％）、発疹（1.46％）、口内乾燥（1.30％）等である。

## 作用機序
制御性T細胞を活性化して、炎症を抑制する。

## 参考資料
1. ↑  Abe T「[Development and clinical use of chemical immunomodulators]」『Nihon Rinsho. Japanese Journal of Clinical Medicine』第39巻第4号、1981年4月、1893–901頁、PMID 6796722。
2. 1 2  “カルフェニール錠40mg／カルフェニール錠80mg”. www.info.pmda.go.jp. 2021年12月8日閲覧。